# Gilbert (Arizona)
Gilbert è una città (town) degli Stati Uniti d'America, situata nella Contea di Maricopa, nello Stato dell'Arizona.

## Società

### Evoluzione demografica
Si trova all'interno dell'area metropolitana della città di Phoenix. Al 2007 possedeva una popolazione di 207.550 abitanti, dimostrando di essere una delle città dello Stato dell'Arizona a più rapido sviluppo, passando dai 29.188 abitanti del censimento del 1990 ai 109.697 del censimento del 2000.
Al 2018 la città conta 248.279 abitanti